# 山东财政学院
山东财政学院，是1986年至2012年间曾经存在的一所大学，主校区位于山东省济南市舜耕路40号。学校名称由邓小平题写。现已并入山东财经大学。

## 学校概况
1985年，中华人民共和国财政部决定要建立隶属于它的第六所大学，济南在与烟台和江苏某城市的竞争中最后胜出。山东省政府将金鸡岭下原园林局的鹿苑及一大片核桃林划给了财院。1986年左右，学校动土兴建。
财院建立的原则是部属5所院校对口支援：中央财政金融学院对口财政系，中南财经政法大学对口税收系，江西财经学院对口计统系，东北财经大学对口投资系，上海财经大学对口会计系，山东大学、山东工业大学、山东师范大学、曲阜师范大学、山东医科大学等5所院校对口支援基础课，行政人员很多来自江西财经学院（现江西财经大学）。
学校以会计学、财政学为重点，财政学、会计学、金融学、国际经济与贸易为国家管理专业，拥有10-12个硕士点，还有双语教育的物流专业，为中华人民共和国教育部试点专业；学校教师人均发表论文数位列全国前五，近年深受国内瞩目的“费改税”理论亦是来源于该学校；学校长期担任山东省内财税干部的培训工作，是山东省“注册会计师”考试的教学点。
2011年5月，中华人民共和国教育部通知山东省人民政府，同意将该校与山东经济学院合并为山东财经大学，筹备期为1年。

## 本科专业
共有14个本科学院，分别是：
- 经济学院 
  - 经济学
- 财税与公共管理学院 
  - 财政学
  - 行政管理
  - 劳动与社会保障
  - 公共事业管理
  - 税务
- 金融学院
  - 金融学
  - 保险
  - 金融工程
- 国际经贸学院
  - 国际经济与贸易
  - 国际商务
- 工商管理学院
  - 工商管理
  - 市场营销
  - 旅游管理
  - 工程管理
  - 人力资源管理
  - 物流管理
  - 房地产经营管理
- 会计学院
  - 会计学
  - 财务管理
  - 审计学
- 计算机信息工程学院
  - 计算机科学与技术
  - 信息管理与信息系统
  - 电子商务
- 外国语学院
  - 英语
  - 日语
- 政法学院
  - 法学
  - 社会工作
  - 政治学与行政学
- 统计与数理学院
  - 统计学
  - 保险
  - 信息与计算科学
- 人文艺术学院
  - 新闻学
  - 汉语言文学
  - 艺术设计
- 体育教育学院
  - 体育经济
- 国际交流学院
- 继续教育学院

## 领导班子（2007年）
- 袁一堂，党委书记，经济学博士，教授
- 黄琦，院长、党委副书记，工学硕士，教授
- 董维杰，党委副书记，教授
- 张建玲，党委副书记，纪委书记，副教授
- 刘兴云，副院长，管理学博士，教授，现任中央人民政府驻香港特别行政区联络办公室行政财务部副部长（挂职）
- 聂培尧，副院长，工学博士，教授
- 王玉华，副院长，经济学学士，教授
- 綦好东，副院长，经济学博士，教授
- 胡文波，副院长
- 工商管理硕士，副研究员

## 历任领导
- 黄可华，山东经济学院财政分院筹备领导小组组长[3]
- 卢希悦（1990年5月-2003年1月），山东财政学院院长
- 帅重庆（2003年1月-2007年）
- 黄琦（2007年-2010年）[4]
- 刘兴云（2010年-2012年）

## 著名校友
- 宋其超，1989年毕业生，现任财政部副部长。
- 周贵银，2001届毕业生，证券投资分析家，中国证券报首席特约分析师。
- 李茜，1998年参加工作，中共党员，硕士研究生学历，曾任昆明市副市长，财政部机关团委书记等职。[5]